# 216
Évszázadok: 2. század – 3. század – 4. század
Évtizedek: 160-as évek – 170-es évek – 180-as évek – 190-es évek – 200-as évek – 210-es évek – 220-as évek – 230-as évek – 240-es évek – 250-es évek – 260-as évek
Évek: 211 – 212 – 213 – 214 –  215 – 216 – 217 – 218 – 219 – 220 – 221

## Események

### Római Birodalom
- Publius Catius Sabinust és Publius Cornelius Anullinust választják consulnak.
- A Nagy Sándor példáját követni kívánó Caracalla keleti hadjáratra készül és háborút provokál a Pártus Birodalommal. Előbb túszok elengedését követeli V. Artabanosz pártus királytól, majd mikor az eleget tesz a követelésnek, feleségül kéri a lányát. Artabanosz megérti, hogy Caracalla csak ürügyet keres a háborúhoz és megtagadja a kérést (más források szerint belemegy a házasságba, mire Caracalla az esküvőn lemészároltatja a menyasszonyt és a vendégeket). Kitör a háború.
- A rómaiak bevonulnak Észak-Mezopotámiába és Adiabénébe, városokat fosztanak ki és Arbelában megszentségtelenítik a pártus királyok sírjait.
- Rómában elkészülnek Caracalla termái.[1]

### Kína
- Hszien bábcsászár a Vej királya címet adományozza Cao Cao hadúrnak.

## Születések
- Mani, a manicheizmus alapítója

## Fordítás
- Ez a szócikk részben vagy egészben  a(z)   216 című angol Wikipédia-szócikk ezen változatának fordításán alapul.  Az eredeti cikk szerkesztőit annak laptörténete sorolja fel. Ez a jelzés csupán a megfogalmazás eredetét és a szerzői jogokat jelzi, nem szolgál a cikkben szereplő információk forrásmegjelöléseként.